# Слов'яносербськ (станція)
Слов'яносе́рбськ — вантажно-пасажирська залізнична станція Луганської дирекції Донецької залізниці.
Розташована неподалік від смт Лозівський, Слов'яносербський район, Луганської області. Станція розташована на ділянці Родакове — Дебальцеве між станціями Родакове (9 км) та Комунарськ (13 км).
Через військову агресію Росії на сході Україні транспортне сполучення припинене, водночас керівництво так званих ДНР та ЛНР заявляло про запуск електропоїзда сполученням Луганськ — Ясинувата, що підтверджує сайт Яндекс.